# 1407 w polityce
Wydarzenia polityczne w 1407 roku.

## Wydarzenia
- Ulrich von Jungingen został wielkim mistrzem zakonu krzyżackiego.
- Ludwik Orleański został zamordowany w Paryżu w trakcie wojny stuletniej[1].

## Zmarli
- 7 marca – Franciszek I Gonzaga, władca Mantui.
- 30 marca – Konrad von Jungingen, wielki mistrz krzyżacki.